# West Marion
West Marion est une census-designated place située dans le comté de McDowell, dans l’État de Caroline du Nord, aux États-Unis. Lors du recensement de 2020, elle comptait 1 226 habitants.